# Canal 13
Canal 13 er en chilensk terrestrisk tv-kanal. Den blev lanceret den 21. august 1959 på VHF-kanal 2 i Santiago i en udsendelse ledet af en gruppe ingeniører fra det pontifiske katolske universitet i Chile. Derefter flyttede tv-stationen sin frekvens til VHF-kanal 13, hvilket gav anledning til sit nuværende navn. I begyndelsen var en af dens vigtigste milepæle udsendelsen af FIFA-verdensmesterskabet i 1962, som blev afholdt i Chile.
Ejet af Luksic-gruppen er Canal 13 den næst ældste tv-station i Chile. Den blev navngivet Corporación de Televisión de la Pontificia Universidad de Chile indtil 2010. Stationen er imidlertid nu kendt i Chile som El 13 (den trettende).
Dens centrale studier er placeret i Eleodoro Rodríguez Matte Television Center, der huser kanalens produktions- og udsendelsesfaciliteter siden 1980'erne. Komplekset ligger i Provincia de Santiago i Santiago-regionen, og området er på 5 hektar. Siden 1998 er disse besiddelser opkaldt efter stationens afdøde direktør Eleodoro Rodríguez Matte, som var en af de længst siddende mænd i denne stilling.